# Мвуйкуре, Жан-Пьер
Жан-Пьер Мвуйкуре — руандийский бегун на длинные дистанции, который специализируется в марафоне. На олимпийских играх 2012 года занял 79-е место с результатом 2:30.19. На чемпионате мира среди юниоров 2008 года занял 8-е место в беге на 10 000 метров с результатом 29.03,73. Занял 13-е место на Римском марафоне 2012 года, показав время 2:17.32.

## Достижения
- 2013:  Пхеньянский марафон — 2:13.19
- 2014:  Пхеньянский марафон — 2:13.20